# El largo invierno
El largo invierno es una coproducción hispano-francesa de drama estrenada en 1992, coescrita y dirigida por Jaime Camino. Está ambientada en los meses finales de la Guerra civil española y la consiguiente posguerra en Barcelona, que refleja la división de una familia burguesa, a través de los ojos del mayordomo.
Se trata de una continuación del film Las largas vacaciones del 36 (1976), dirigida también por Jaime Camino.
Fue estrenada como parte de la selección oficial del 42.º Festival Internacional de Cine de Berlín. En los X Premios de Cinematografía de la Generalitat de Catalunya obtuvo el premio al mejor largometraje, al mejor guion y a la mejor música.
Por contra, la modelo Judit Mascó recibió en 1993 el Premio Yoga a la peor actriz, por su participación tanto en esta película como en Después del sueño, que fueron sus dos únicas apariciones en la pantalla grande.

## Sinopsis
Enero de 1939. Barcelona es bombardeada de forma continua por las tropas del ejército de Francisco Franco, que está a punto de ocupar la ciudad. La familia Casals está dividida: por una parte, Casimiro es el rico que se ha visto obligado a huir y abandonar la mansión familiar, la Casa de las Mimosas, por haber apoyado el golpe de Estado. Por otro lado, su hermano Jordi, funcionario destacado del gobierno de la Generalidad de Cataluña, que se ha hecho cargo de la mansión, donde trabaja Claudio, fiel mayordomo de origen italiano. Cuando las tropas franquistas entran en Barcelona, Casimiro recupera el control de la casa y a Jordi lo encarcelan. Por otra parte, el médico viudo Ramon Casals vive una historia de amor con una periodista estadounidense.

## Reparto
- Vittorio Gassman como Claudio, El Mayordomo
- Jacques Penot como Ramon Casals
- Elizabeth Hurley como	Ema Stapleton
- Jean Rochefort como Jordi Casals
- Adolfo Marsillach como Casimiro Casals
- Asunción Balaguer como Assumpta de Casals
- Teresa Gimpera como Lola de Casals
- Ramon Madaula como 'Simi' Casals
- Àlex Casanovas como Fernando Casals
- Judit Mascó como Mercedes Casals
- Jordan Giralt como Juanito Casals
- Yaiza Pérez como Flora Casals
- Sergi Mateu como Ramon Casals Jr.
- José Luis López Vázquez como Tío Paco
- Silvia Munt como Amelia
- José Luis de Vilallonga como Conde de Santbenet
- Ovidi Montllor como Juan
- Mario Gas como Comisario Político
- Rosa Novell como Juana
- Hermann Bonnín como Walter
- Vicky Peña como Camarera
- Agustí Estadella como Secretario
- Blai Llopis como Ayudante Hospital
- Biel Moll como Ivo Raquel
- Pedro Díez del Corral como Comisario Político
- Iván Tubau como Sacerdote
- Ferran Rañé como Maestro
- Albert Vidal como	Policía
- Abel Folk como Policía
- Francisco Jarque como Funcionario
- José Lifante como	Funcionario
- Jordi Godall como	Oficial Franquista
- Michael Longfield como Periodista americano
- Richard Collins-Moore como Cónsul U.S.A.
- Jordi Dauder como	Policía Republicano
- Artur Trias como Dr. Prat Marsó
- Warren Olaiz como	Falangista
- Pawel Rouba como Comandante Ruso
- Ángela Rosal como	Secretaria
- Isabel Ruiz de la Prada como Huésped
- Enrique Irazoqui como Huésped
- Iván Fernández como Amigo de Juanito
- Lluís Julià como Médico ayudante
- Joan Minguell como Oficial Republicano
- Marianne Hermitte como Mujer del circo
- Laia Artigas como	Camarera
- Joan Munné como Oficial franquista
- Antonio Guasch como Oficial Prisión
- Filomena Martorell como Enfermera
- Víctor Roca como Muchacho en barricada
- Alfred Celaya como Guardia Civil
- Julio Elías como Topo
- Carles Santos como Pianista loco
- Marián Aguilera como Alumna (sin acreditar)
- Jaime Camino	como Capitán General (sin acreditar)
- Román Gubern como	Preso republicano (sin acreditar)
- Quimi Portet como	Fugitivo suicida (sin acreditar)
- Jordi Rebellón (sin acreditar)